# Leyla Güven
Leyla Güven (née le 6 mai 1964 à Yapalı, Cihanbeyli en Turquie) est une femme politique turque d'origine kurde. Elle est condamnée en 2022 à 22 ans de prison pour son appartenance au Parti des travailleurs du Kurdistan.

## Biographie
En 1994, elle crée la section du Parti de la démocratie du peuple de la province de Konya, qu'elle préside ensuite. Le parti, pro-kurde, est dissous par les autorités en 2003. Elle est élue maire de Küçükdikili en 2004, puis de Viranşehir en mars 2009,,.    
Elle est emprisonnée de décembre 2009 à juin 2014, à la suite d'une opération visant les personnalités politiques pro-kurdes, puis en janvier 2018, pour avoir critiqué l'offensive de l'armée turque lors de la bataille d'Afrine. Sur le point d'être libérée du fait de son élection comme députée en juin 2018, sous l'étiquette du Parti démocratique des peuples, le procureur fait appel et sa libération est annulée.      
En novembre 2018, elle entame une grève de la faim pour protester contre l’isolement imposé à Abdullah Öcalan,. Deux mois et demi plus tard, son état de santé est décrit comme inquiétant. Une mobilisation se met alors en place pour la soutenir. Le 25 janvier 2019, elle est remise en liberté sous contrôle judiciaire par un tribunal turc avec une interdiction de quitter le territoire,,. Elle annonce après sa libération son intention de poursuivre sa grève de la faim.     
Elle est à nouveau arrêtée en juin 2020 et est déchue de son mandat de député. Le 21 décembre 2020, elle est condamnée à 22 ans et trois mois de prison par le tribunal de Diyarbakır pour appartenance au Parti des travailleurs du Kurdistan (PKK) et diffusion de propagande terroriste.     

## Vie privée
Elle habite à Diyarbakır. Sa fille Sabiha Temizkan est journaliste,,. 